# Mogi Mirim (ort i Brasilien)
Mogi Mirim är en ort i Brasilien.   Den ligger i kommunen Mogi-Mirim och delstaten São Paulo, i den sydöstra delen av landet, 700 km söder om huvudstaden Brasília. Mogi Mirim ligger 631 meter över havet och antalet invånare är 78 244.
Terrängen runt Mogi Mirim är platt. Runt Mogi Mirim är det ganska tätbefolkat, med 207 invånare per kvadratkilometer.. Närmaste större samhälle är Mogi-Gaucu, 7,2 km norr om Mogi Mirim.
Runt Mogi Mirim är det i huvudsak tätbebyggt.